# Gmina Radwanice
Die Gmina Radwanice ist eine Landgemeinde im Powiat Polkowicki der Woiwodschaft Niederschlesien in Polen. Ihr Sitz befindet sich im gleichnamigen Dorf (deutsch Wiesau) mit rund 2100 Einwohnern (2006).

## Gliederung
Zur Landgemeinde Radwanice gehören 13 Orte (deutsche Namen bis 1945) mit einem Schulzenamt:
- Buczyna (Buchwald, 1937–1945 Buchendamm)
- Drożów (Hünerei)
- Drożyna (Druse, 1937–1945 Wiesenbusch)
- Jakubów (Jakobskirch)
- Kłębanowice (Klemnitz, 1937–1945 Roggendorf N.S.)
- Lipin (Leipe)
- Łagoszów Wielki (Groß Logisch)
- Nowy Dwór (Neuheidau)
- Nowa Kuźnia (Neuhammer)
- Przesieczna (Andersdorf)
- Radwanice (Wiesau)
- Sieroszowice (Kunzendorf)
- Strogoborzyce (Wilhelmshof)

Weitere Ortschaften der Gemeinde sind Borów (Berndorf), Dobromil (Guttenstädt), Teodorów (Friedrichshof) und Ułanów (Greif).

## Sehenswürdigkeiten (Auswahl)

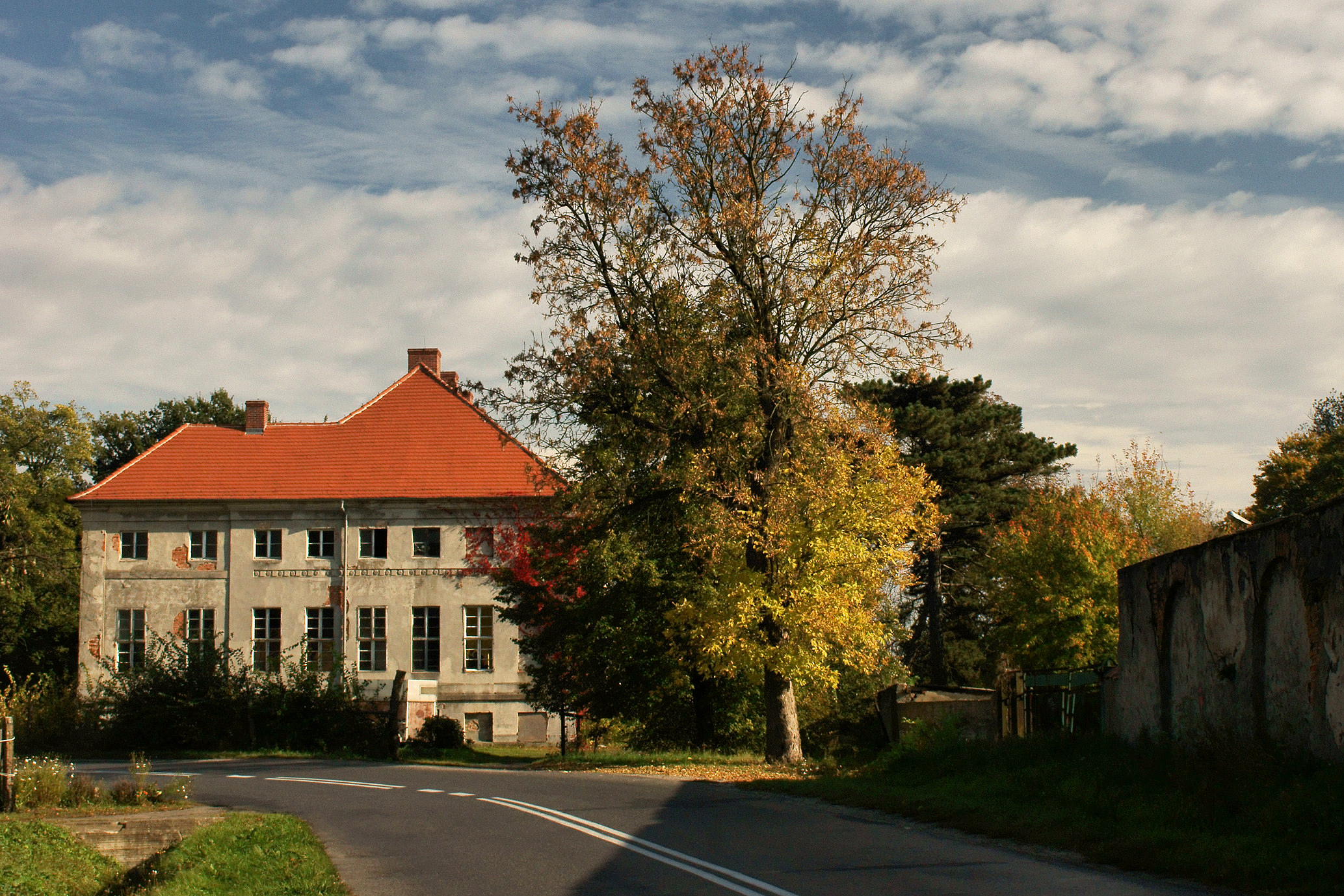
Schloss Kunzendorf

- Schloss Kunzendorf in Sieroszowice (Kunzendorf)